# Windows Neptune
（海王星）是一個1999年至2000年間由微软研發的Windows系列操作系统，但到最後亦沒有正式發表，只有開發者版本流传。原本的开发目标是一款采用Windows 2000系统代码的家用操作系统（基于NT核心的Windows 2000操作系统是面向商业用户开发的）用以代替老的基于DOS的Windows 9x家用系统。在 Windows 2000 推出之後，Windows Neptune 的開發隊伍與剛成立的Windows Odyssey合併成Windows Whistler隊伍，最後研製出正式版的 Windows XP（使用 NT 內核）Neptune在2000年1月中止開發。

## 特色
Neptune系统引入了一些新功能，例如比较初步的防火牆，此功能最後作为「網絡連接防火牆」（Internet Connection Firewall）被整合入 Windows XP 系统中，隨後重新命名为 Windows 防火牆；还有 Windows XP 中的新式登入畫面（有「歡迎」字樣、列表式選擇帳戶）、使用者帳戶控制面板等。

## 版本編號
虽然 Windows Neptune Alpha 不是以 Windows 9x/DOS 系統為內核，但仍然属于Windows 9X 系列产品线而版本編號也繼續使用Windows 9X系列的編碼（Windows ME 為 Build 3000），而並不是采用Windows NT系列产品的編碼。例如 Windows 2000（Windows NT 內核）晚于 Neptune 两个月推出时仍為 Build 2195；在2005年7月 Windows Vista 推出时使用了 Build 5112，表示已跳过 Windows 9X 产品系列。

## 外部連結
- Neptune: The Windows that wasn't on Paul Thurrott's SuperSite for Windows.（英文）
- ClassicBeta介绍页（英文）